# Уфимцев, Николай Григорьевич
Николай Григорьевич Уфимцев (27 ноября 1923 года, д. Юшково, Багарякский район, Шадринский округ, Уральская область, РСФСР, СССР — 26 января 2000 года, Екатеринбург, Россия) — Герой Социалистического Труда (1971), «Почётный гражданин Свердловска» (1973), токарь-карусельщик Уральского завода химического машиностроения Министерства химического и нефтяного машиностроения СССР, города Свердловск, участник Великой Отечественной войны.

## Биография
Родился 27 ноября 1923 года в д. Юшково Багарякского района Шадринского округа Уральской области. Вскоре семья переехала в Свердловск.
Окончил школу.
Свою трудовую деятельность начал токарем-револьверщиком на заводе.
В 1942 году был призван в Красную армию. С 1942 года на фронтах Великой Отечественной войны, младший сержант. Прошёл с боями от Смоленска до Кенигсберга в качестве связиста. После Германии был отправлен в Монголию, принимал участие в боевых действиях в пустыне Гоби, на Большом Хингане.
В 1947 году был демобилизован из армии, после чего вернулся в Свердловск, устроился токарем-карусельщиком на завод Уралхиммаш.
Был депутатом районного и областного Совета депутатов трудящихся, членом КПСС, членом райкома КПСС.
Скончался 26 января 2000 года. Похоронен на Нижне-Исетском кладбище Екатеринбурга.

## Награды
За свои достижения был награждён:
- медаль «За отвагу» (26.08.1943) «за бой под Смоленском»;
- орден Отечественной войны I степени (15.01.1944) «за взятие Витебска», орден Отечественной войны II степени (06.04.1985)[3];
- орден Красной Звезды (11.02.1945) «за взятие Кенигсберга»;
- орден Красной Звезды (07.03.1945) «за освобождение государственной границы СССР»;
- Медаль «За победу над Германией в Великой Отечественной войне 1941—1945 гг.» (09.05.1945)
- Медаль «За победу над Японией» (30.09.1945)
- Медаль «За взятие Кенигсберга» (09.06.1945)[4]
- 20.04.1971 — звание Герой Социалистического Труда с вручением золотой медали Серп и Молот и ордена Ленина;
- 1973 — звание «Почётный гражданин Свердловска»;
- звание «Заслуженный машиностроитель РСФСР» (1979);
- звание «Почётный Уралхиммашевец».